# Бенегал, Шьям
Шьям Бенега́л (хинди श्याम बेनेगल, англ. Shyam Benegal; 14 декабря 1934, Хайдарабад, княжество Хайдарабад, Британская Индия — 23 декабря 2024, Мумбаи) — индийский режиссёр, сценарист и продюсер, признанный мастер реалистичного индийского параллельного кино. Пик режиссёрской карьеры Бенегала пришёлся на 1970-е годы, когда были сняты известные фильмы «Росток» (1974), «Конец ночи» (1975), «Пробуждение» (1976) и «Трудная роль» (1977). Лауреат семи Национальных кинопремий за лучший фильм на хинди. Удостоен Премии имени Дадасахеба Фальке (2005), ANR National Award (2007) (высшая награда в индийском кино за прижизненные достижения). Правительство Индии наградило Бенегала орденами Падма Шри (1976) и Падма Бхушан (1991).

## Биография
Родился в Тримулгхерри — пригороде Секундерабада — города-близнеца Хайдарабада в княжестве Хайдарабад (ныне — штат Телингана) (согласно другим сведениям родился в Алвале — другом пригороде Секундерабада).
Кинематографом заинтересовался в раннем детстве. Его двоюродным братом был известный актёр и режиссёр Гуру Датт, в чьей киностудии Шьям Бенегал в детстве проводил много времени. Свой первый любительский фильм снял в возрасте 12 лет на камеру, которую ему подарил отец Шридхар Б. Бенегал.
По настоянию семьи учился в колледже Низам и Османском университете в городе Хайдарабаде, где изучал экономику, получив степень магистра. Одновременно с этим принимал активное участие в постановках студенческого театра, а также организовал кинематографическое общество.
В 1966—1973 годах преподавал в Институте кино и телевидения в Пуне и дважды занимал пост председателя института: в 1980—1983 и в 1989—1992 годах.
В 1960—1974 годах пробовал свои силы в режиссуре, работая на индийском, английском и американском телевидении. В этот период создал более 900 рекламных роликов, работал над производством документальных и научно-популярных фильмов, в целом снял более 70 документальных и короткометражных фильмов.
Бенегал одним из первых режиссёров Индии стал соединять в своих фильмах остроту и актуальность проблематики со зрелищностью, захватывающими сюжетами и прекрасными актёрскими работами. Режиссёрским дебютом Бенегала в игровом кино стал фильм «Росток» (1974), который стал заметным явлением в индийском кино: он получил Национальную кинопремию как второй лучший фильм года и ещё 43 приза на фестивалях в Индии и других странах. Фильм «Росток» стал также дебютом для актрисы Шабаны Азми.
Во втором фильме Бенегала — «Конец ночи» (1975) — впервые у этого режиссёра снимались актёры Насируддин Шах и Амриш Пури, а также актриса Смита Патиль, которые впоследствии снимались почти во всех фильмах Бенегала. В своих ранних работах Бенегал предпочитал снимать также таких актёров «новой волны» индийского кинематографа, как Дипти Навал, Нина Гупта, Ом Пури, Гириш Карнад, Анант Наг, Саид Джаффри, Кулбхушан Харбанда, Далип Тахил, и др.
После выхода фильма «Росток» Бенегалу, единственному из режиссёров Индии, были собраны средства для съёмок среди крестьян, считающих, что это единственный режиссёр, способный реалистично показать на экране жизнь индийской деревни. Бенегал пользуется огромным влиянием во многих правительственных организациях, и многие его фильмы сняты по заказу: например, съёмки фильма «Пробуждение» (1976) финансировал Совет развития национальной промышленности, съёмки фильма «Неру» (1984) — правительство Индии, съёмки фильма «Путешествие» — Компания индийских железных дорог.
Бенегал был президентом Федерации киноклубов Индии (FFSI). Владел продюсерской компанией под названием Sahyadri Films.
В советском кинопрокате демонстрировались кинофильмы Бенегала «Росток», «Конец ночи», «Трудная роль», «Рыночная площадь», а также выпущен на DVD в России фильм «Зубейда» («Роковая любовь»).
Два фильма Бенегала участвовали в конкурсной программе Московского международного кинофестиваля: фильм «Наша эра» / «Век Кали» на XII Московском международном кинофестивале в 1981 году, фильм «Сардари Бегум» — на XX Московском международном кинофестивале в 1997 году.
Шьям Бенегал был членом жюри на XIV Московском международном кинофестивале в 1985 году и на 31-м Московском международном кинофестивале в 2009 году.

### Семья
- Супруга — Найра Бенегал.
- Дети — дочь Пия, художник по костюмам художественных фильмов.

### Смерть
Бенегал умер 23 декабря 2024 года от болезни почек в центральной больнице Уокхардта в Мумбаи в возрасте 90 лет.

## Фильмография
- 1974 — Росток / Ankur
- 1975 — Конец ночи / Nishant
- 1975 — Вор Чарандас / Charandas Chor
- 1976 — Пробуждение (Восхождение) / Manthan
- 1977 — Бхумика: трудная роль / Bhumika: The Role
- 1978 — Благодеяние (Дар) / Kondura (Anugraham)
- 1979 — Безумие / Junoon
- 1980 — Наша эра (Век Кали) / Kalyug
- 1982 — Прогрессивная шкала / Arohan
- 1983 — Рыночная площадь / Mandi
- 1985 — Прошлое, настоящее, будущее / Trikal (Past, Present, Future)
- 1987 — Сущность / Susman
- 1991 — Проникновение / Antarnaad
- 1993 — Разные судьбы / Suraj Ka Satvan Ghoda
- 1994 — Маммо / Mammo
- 1996 — Рождение Махатмы / The Making of the Mahatma
- 1996 — Сардари Бегум / Sardari Begum
- 1999 — Противостояние / Samar
- 1999 — Женская доля / Hari-Bhari (Fertility)
- 2001 — Зубейда (Роковая любовь)
- 2005 — Лидер Субхас Чандра Бос: забытый герой / Netaji Subhas Chandra Bose: The Forgotten Hero
- 2008 — Добро пожаловать в Саджанпур / Welcome to Sajjanpur
- 2009 — Колодец вырыт, папа! / Well Done Abba!

Телевидение
- 1982 — Сатьяджит Рей / Satyajit Ray (документальный)
- 1983 — Борьба. Фильм 2 (совм. с Юрием Альдохиным)[11]
- 1984 — Неру. Фильм 1 / Pandit Nehru. 1 (документальный) (совм. с Юрием Альдохиным)[12]
- 1984 — Неру. Фильм 2 / Pandit Nehru. 2 (документальный) (совм. с Юрием Альдохиным)[13]
- 1984 — Неру. Фильм 3 / Pandit Nehru. 3 (документальный) (совм. с Юрием Альдохиным)[14]
- 1986 — Путешествие / Yatra (художественный сериал)
- 1986 — 1991 — Море рассказов / Katha Sagar (художественный сериал)
- 1988 — Открытие Индии / Bharat Ki Khoj (художественно-документальный сериал) по одноимённой книге Джавахарлала Неру
- 1994 — Рассказы Амравати / Amravati Kj Kathayen

## Награды и номинации
Кинематографические
- 2005 — Премия имени Дадасахеба Фальке
- 2007 (2013 ?) — ANR National Award (высшая награда в индийском кино за прижизненные достижения)

National Film Awards
- 1975 — Second Best Feature Film («Росток»)
- 1976 — Best Feature Film in Hindi («Конец ночи»)
- 1977 — Best Feature Film in Hindi («Пробуждение»)
- 1978 — Best Screenplay («Бхумика: трудная роль»)
- 1979 — Best Feature Film in Hindi («Безумие»)
- 1982 — Best Feature Film in Hindi («Прогрессивная шкала»)
- 1984 — Best Historical Reconstruction («Неру»)
- 1985 — Best Biographical Film for Satyajit Ray
- 1986 — Национальная кинопремия за лучшую режиссуру («Прошлое, настоящее, будущее»)
- 1993 — Best Feature Film in Hindi («Разные судьбы»)
- 1995 — Best Feature Film in Hindi («Маммо»)
- 1996 — Best Feature Film in English  («Рождение Махатмы»)
- 1997 — Best Feature Film in Urdu («Сардари Бегум»)
- 1999 — Национальная кинопремия за лучший художественный фильм («Противостояние»)
- 1999 — Best Feature Film on Family Welfare («Женская доля»)
- 2001 — Best Feature Film in Hindi («Зубейда» («Роковая любовь»))
- 2005 — Nargis Dutt Award for Best Feature Film on National Integration («Лидер Субхас Чандра Бос: Забытый герой»)
- 2009 — Best Film on Other Social Issues («Колодец вырыт, папа!»)

Filmfare Awards
- 1980 — Лучшая режиссура («Безумие»)

Каннский кинофестиваль
- 1976 — номинация на Золотую пальмовую ветвь («Конец ночи»)

Берлинский кинофестиваль
- 1974 — номинация на Главный приз («Росток»)

Московский международный кинофестиваль
- 1981 — Главный приз  («Наша эра»)
- 1997 — номинация на приз «Золотой Святой Георгий» («Сардари Бегум»)

Nandi Awards
- B. N. Reddy National Award for contribution to Indian Cinema

Другие
- 1970 — Homi Bhabha Fellowship (1970—1972)
- 1976 — Падма Шри
- 1989 — Sovietland Nehru Award
- 1991 — Падма Бхушан
- 2012 — D. Litt. Honoris Causa of the University of Calcutta